# Tadeusz Prokopowicz

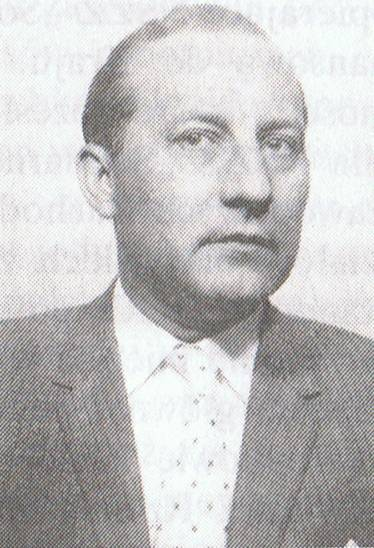
Tadeusz Prokopowicz

Tadeusz Prokopowicz (ur. 14 sierpnia 1922 we Lwowie, zm. 15 maja 1997 w Londynie) – polski emigracyjny działacz socjalistyczny i związkowy.
Związany z Polską Partią Socjalistyczną od czasu nauki w gimnazjum. Działacz PPS na emigracji. Emigracyjną działalność rozpoczął w 1946 r. w komitecie PPS we Włoszech, gdzie do organizacji należał m.in. Gustaw Herling-Grudziński. Od 1955 r. członek Komitetu Głównego PPS w Wielkiej Brytanii. Na V Zjeździe PPS w 1961 r. w Brukseli wybrany do Centralnej Rady Partyjnej PPS, zaś od VI Zjazdu w 1965 r. członek Centralnego Komitetu Zagranicznego PPS. W okresie 1968–1987 wraz ze Stanisławem Wąsikiem reprezentował PPS w Międzynarodówce Socjalistycznej. Był również sekretarzem Unii Socjalistycznej Europy Środkowo-Wschodniej (Socialist Union of Central Eastern Europe – SUCEE), grupującej emigracyjne partie socjalistyczne należące do Międzynarodówki Socjalistycznej.
Jednocześnie od 1966 r. do lat 90. nieprzerwanie pełnił funkcję prezesa Związku Rzemieślników i Robotników w Wielkiej Brytanii, będącego polską organizacją zawodową działającą nieprzerwanie od 1940 r. i uznawaną przez władze brytyjskie. W latach 80. jako działacz związkowy współorganizował „Polish Solidarity Campaign” organizującą wsparcie dla podziemnych struktur NSZZ „Solidarność”.
Przeciwstawiając się połączeniu dwóch nurtów PPS (Centralny Komitet Zagraniczny i Centralny Komitet) w ramach tzw. obozu legalistycznego w roku 1987, utworzył w styczniu 1988 r. Niezależną PPS na Obczyźnie. 
Na XXV Kongresie PPS (łączącym krajowe i emigracyjne struktury PPS) w październiku 1990 r. w Warszawie został wybrany do Rady Naczelnej PPS. Od listopada 1991 r. członek Centralnego Komitetu Wykonawczego i sekretarz ds. międzynarodowych PPS. 
W połowie lat 90. wycofał się z działalności politycznej. Zmarł w Londynie.